# Triệu An
Triệu An là một xã thuộc huyện Triệu Phong, tỉnh Quảng Trị, nước Việt Nam.
Xã Triệu An có diện tích 13,65 km², dân số năm 1999 là 6.006 người, mật độ dân số đạt 440 người/km².

## Hành chính
Xã Triệu An được chia thành 5 thôn: An Lợi, Thanh Xuân, Hà Tây, Phú Hội, Tường Vân.